# Guibtenga
Guibtenga est une localité située dans le département de Ziga de la province du Sanmatenga dans la région Centre-Nord au Burkina Faso.

## Éducation et santé
Guibtenga accueille un centre de santé et de promotion sociale (CSPS) tandis que le centre hospitalier régional (CHR) se trouve à Kaya.
La ville possède une école primaire publique de six classes, construite en 2013 avec l'aide financière d'une ONG allemande.